# Vibrio parahaemolyticus
Espèce
Synonymes
- Beneckea parahaemolytica (Fujino, Okuno, Nakada, Aoyama, Fukai, Mukai & Ueho, 1951) Baumann, Baumann & Mandel, 1971[1]

Vibrio parahaemolyticus est un vibrion marin (bactérie gram-négative) trouvé (depuis 1951, date de sa description) dans le monde entier, principalement chez des animaux filtreurs, dont coquillages (moules et huîtres notamment) et chez certains poissons.

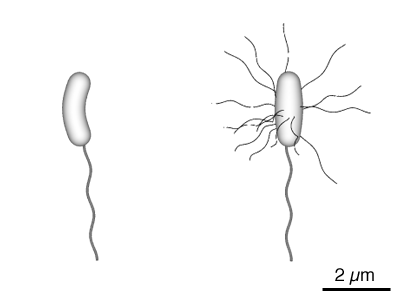
Comparativement au vibrion de choléra (à gauche), Vibrio parahaemolyticus (à droite) peut prendre une forme atypique avec des filaments latéraux en plus du flagelle

Certaines souches et sérotypes de cette bactérie causent des foyers (exemple : plus de 10 000 cas l'été 2005 au Chili) de sévères gastroentérites à caractère parfois pandémique chez l'humain. Les toxines qu'il produit ne sont pas détruites par la cuisson.

## Taxonomie
Le nom correct complet (avec auteur) de ce taxon est Vibrio parahaemolyticus (Fujino et al. 1951) Sakazaki et al. 1963.
Vibrio parahaemolyticus a pour synonymes :
- Beneckea parahaemolytica (Fujino et al. 1951) Baumann et al. 1971
- Pasteurella parahaemolytica Fujino et al. 1951

### Étymologie
L'étymologie du nom spécifique de cette espèce est la suivante : Gr. prep. para, par le côté de, proche; Grec neutre n. haîma, sang (translittération latine haema); N.L. masc. adj. lyticus, capable de perdre, de dissoudre; du Grec masculin adjectif lytikos, dissolvant; N.L. masc. adj. parahaemolyticus, similaire à (Pasteurella) haemolytica (maintenant Mannheimia haemolytica).
Elle tire son nom latin du fait qu'on a montré dès les années 1950-1960 qu'elle peut induire une hémolyse.

## Sécurité alimentaire
Cette bactérie peut infecter le tube digestif humain. C'est une source majeure d'infection alimentaire et d'intoxication alimentaire à partir de produits de la mer (après ingestion de coquillages (animaux filtreurs) ou crustacés en général). Ces entérites, dont le mécanisme diffère de celui du choléra, ont surtout été signalées au Japon mais quelques cas ont été observés dans la région méditerranéenne.
Symptômes : diarrhées, nausées, vomissements, douleurs abdominales et/ou fièvre. Des globules blancs sont parfois trouvés dans les selles (chez 6 % des patients dans une des études consacrées à cette bactérie).
Ce vibrion ne se développe que sur des milieux contenant 3 à 7 % de NaCl, ce qui le fait classer comme « germe halophile ».
Depuis 1996, certains sérotypes (ex. : souche O3:K6) sont associées à une incidence accrue de gastro-entérite (en Inde et en Asie du Sud-Est, avec aussi des foyers d'origine alimentaire à grande échelle aux États-Unis).

## Dans les élevages de crevette
Une souche émergente de Vibrio parahaemolyticus, inconnue en 2009 a été découverte dans de nombreux élevages de crevette. Cette souche n'est pas source d'intoxication alimentaire pour l'humain et elle ne supporte pas la congélation, mais elle préoccupe la FAO et l'OIE car elle a été identifiée comme la cause d'un syndrome émergent grave dit « EMS/AHPNS » (ou « syndrome de mortalité précoce de la crevette/syndrome de nécrose hépatopancréatique aiguë ») qui a décimé en 2011 jusqu’à 80 % des crevettes d'élevages dans les provinces chinoises du Hainan, du Guangdong, du Fujian et du Guangxi, ainsi que dans certains élevages de Thaïlande et du Vietnam.
Entre 2009 et 2013, les espèces de crevettes les plus touchées par le « EMS/AHPNS » ont été la crevette géante tigrée (Penaeus monodon) et la crevette à pattes blanches (Penaeus vannamei).

## Génomique
Le séquençage génétique du génome d'une souche pathogène (RIMD2210633) de V. parahaemolyticus a été réalisé. Ce génome est composé de deux chromosomes circulaires de 3 288 558 paires de bases (pb) et de 1 877 212 pb constituant 4832 gènes. Ce travail a permis de comparer ce génome à celui de souches de Vibrio cholerae, mettant en évidence de nombreux remaniements dans et entre les deux chromosomes, ainsi que les gènes d'un « système de sécrétion de type III » (dit SSTT pour « type III secretion system ») chez V. parahaemolyticus mais non chez V. cholerae. Or le TTSS est connu comme un facteur de virulence majeur pour les diarrhées induites par des bactéries telles que Shigella, Salmonella, Escherichia coli entéropathogènes et sources de gastro-entérite quand elles colonisent ou interagissent intimement avec les cellules épithéliales intestinales humaines. Ceci suggère que V. parahaemolyticus et V. cholerae utilisent des mécanismes d'infestations différents : avec des effets cliniques différents : V. parahaemolyticus induit une diarrhée inflammatoire avec parfois des signes systémiques allant jusqu'à la septicémie, alors que le vibrion du choléra induit une diarrhée non-inflammatoire.